# Besramnici
Besramnici (engl. Shameless) je američka televizijska serija s elementima komedije i drame. Riječ je o adaptaciji istoimene britanske serije koja se u Ujedinjenom kraljevstvu emitira od 2004. godine. Radnja američke verzije Besramnika smještena je u državi Illinois, točnije u čikaški kvart Canaryville. Serija je u Sjedinjenim Američkim Državama premijerno prikazana 9. siječnja 2011. godine. Druga sezona, koja je započela sa snimanjem 5. srpnja iste godine kada i prva, premijeru je doživjela 8. siječnja 2012. godine. Snimanje treće sezone započeto je 27. lipnja 2012., a premijera prve epizode treće sezone održana je 13. siječnja 2013. godine. Premijerno prikazivanje prve epizode četvrte sezone najavljeno je za siječanj 2014. godine.
Paul Abbott, autor britanske verzije Besramnika, pomogao je napisati tekst za pilot epizodu američke verzije. Paul Abbott također je jedan od izvršnih producenata, uz Johna Wellsa poznatog po američkim serijama Hitna služba, Heroji iz strasti i Zapadno krilo te Andrewa Stearna.
David Nevins, predsjednik Showtimea, američke kabelske televizije u čijoj se produkciji snima serija, izjavio je da se njemu čini da u seriji nije glavna bit kako se obitelj Gallagher suočava s financijskim poteškoćama, nego Frankov problem s pićem, dodavši: "To pokazuje na koji način jedna obitelj može funkcionirati pod poprilično ekstremnim okolnostima. Serija se ne bavi čisto opisivanjem na kakav način funkcionira jedna radnička klasa, nego više je o suočavanju s problemom alkoholizma."

## Premisa
Serija, oblikovana s mnoštvom crnohumornih elemenata, prati nefunkcionalnu obitelj Franka Gallaghera, samohranog oca sa šestero djece koji cijele dane provodi na ulici, opijajući se i neprestano izazivajući nove probleme, dok se njegova djeca brinu sama za sebe. U cijeloj priči najviše ispašta njegova najstarija kći, dvadeset jednogodišnja Fiona Gallagher koja praktički drži cijelu obitelj na okupu.

## Razvoj serije i produkcija
HBO, američka kabelska televizija i satelitska televizijska mreža, započela je s pripremama oko početka snimanja američke verzije Besramnika, uspostavljajući dogovor s Johnom Wellsom početkom siječnja 2009. godine. U listopadu iste godine pripreme za Besramnike sele na kabelsku televiziji Showtime. John Wlls Production, tvrtka u sklopu Warner Bros.-a, snimila je pilot epizodu za kabelsku televiziju u prosincu 2009. godine. Nagrađivani glumac William H. Macy dobio je glavnu ulogu oca Franka Gallaghera. Također na audiciji su se pojavili glumci iz filma Dragonball Evolution, Emmy Rossum kao Fiona te Justin Chatwin kao Steve/Jimmy.  Paul Abbot, čiji je poluautobiografski scenarij poslužio kao podloga za britansku pilot epizodu, zaslužan je i kao izvršni producent za američku verziju.

## Uvodna špica
Uvodna pjesma "The Luck You Got" uzeta je s drugog studijskog albuma Moxie Bravo američkog benda The High Strung iz Detroita. Autor pjesme, Josh Malerman, član je spomenute grupe. Kroz sve sezone pjesma i uvodna špica nisu se mijenjale.

## Glumačka postava
| Glumac/glumica                               | Lik                        | Sezona u seriji |
| -------------------------------------------- | -------------------------- | --------------- |
| William H. Macey                             | Frank Gallagher            | 1-9             |
| Emmy Rossum                                  | Fiona Gallagher            | 1-9             |
| Justin Chatwin                               | Steve Wilton/Jimmy Lishman | 1-5             |
| Jeremy Allen White                           | Philip Lip Gallagher       | 1-9             |
| Cameron Monaghan                             | Ian Gallagher              | 1-9             |
| Emma Kennedy                                 | Debbie Gallagher           | 1-9             |
| Ethan Cutkosky                               | Carl Gallagher             | 1-9             |
| Brennan Kane Johnson Blake Alecander Johnson | Liam Gallagher             | 1-9             |
| Shanola Hampton                              | Veronica Fisher            | 1-9             |
| Steve Howey                                  | Kevin Kev Ball             | 1-9             |
| Joan Cusack                                  | Sheila Jackson             | 1-5             |

## Glavni likovi
William H. Macy kao Frank Gallagher
Frank je narcisoidni alkoholičar koji brine samo za sebe i koji ni na koji način ne pomaže svojoj obitelji. Otac je šestero djece (biološki je otac petero djece: Fioni, Debbie, Carlu i Liamu dok je Ian dijete jednog od njegove braće). Frank, nakon što otkrije da Sheila dobiva veliku invalidninu zbog toga što boluje od agorafobije, započinje vezu s njom samo kako bi izvukao dobit za sebe. Njegova glavna misija je pokušati osmisliti najbolji mogući način kako bi prevario sustav, ali i ljude s kojima je svakodnevno okružen, a sve samo kako bi zaradio. Taj njegov karakter ne jenjava ni pred članovima njegove obitelji. Iako svojoj djeci poklanja minimum pažnje te su zbog njega često nađu ugroženima, kada situacija postane drastična on ipak pokaže da mu je stalo te učini sasvim neočekivane poteze.
Emmy Rossum kao Fiona Gallagher
Najstarija od svih Gallaghera, dvadeset jednogodišnja djevojka koja zbog majčine odsutnosti i očeva zanemarivanja preuzima odgovornost za odgoj djece. Zbog obveza oko obitelji na prvoj godini u srednjoj školi odustaje, ali naknadno uspijeva položiti osnovne ispite kako bi dobila srednjoškolsku diplomu. Uglavnom radi poslove na pola radnog vremena za minimalnu plaću kako bi mogla nahraniti svoju braću i sestru. Iako je pod konstantnim stresom, uvijek uspijeva izdržati do kraja kako bi zaradila i time osigurala minimum egzistencije. Zbog vlastite nesebičnosti i ljubavi često zanemaruje samu sebe zbog čega trpi njen privatni, odnosno ljubavni život.
Justin Chatwin kao Steve Wilton/Jimmy Lishman
Mladić koji na početku prve sezone na sve moguće načine pokušava pridobiti Fionu. Na samome početku serije upoznajemo ga kao rastrošnog čovjeka koji uživa u skupim stvarima i dobrim provodima. Novac zarađuje krađom i preprodajom automobila, što Fiona tek kasnije saznaje. Također njegovo pravo ime nije Steve, nego Jimmy, te dolazi iz bogate obitelji, iako na samome početku ne znamo mnogo o njemu. U drugoj sezoni Jimmy oženi Estefaniju, kći brazilskog narko-dilera. Nando, Estefanijin otac, želi da njegova kći dobije američko državljanstvo, stoga prisiljava Jimmyja da glumi njenog supruga pred vlastima ako ne želi da ga ubije. Kroz sve tri sezone Jimmy je lik koji vodi dvostruku ulogu, balansirajući između svojih dviju stvarnosti, što ga svakodnevno dovodi u opasne situacije.
Jeremy Allen White kao Phillip Lip Gallagher
Osamnaestogodišnji momak, drugi po starosti odmah nakon Fione, zahvaljujući svojoj inteligenciji uspio je završiti srednju školu na vrijeme. Unatoč visokoj inteligenciji konstantno se nalazi u problemima. Vlastitu inteligenciju ne koristi za osobni boljitak, štoviše često je neodgovoran. Njegov lik u seriji uglavnom je prikazan kako puši cigarete, marihuanu i pije pivo. Lip je čvrsto povezan sa svojim bratom Ianom te je on prvi član obitelji kojemu je obznanio da je gej. Lip razvija ljubavni odnos s Karen nakon što joj daje instrukcije iz matematike, ali nakon što se Karen uda za Jodyja i rodi dijete koje nije ni njegovo niti Jodyjevo, Lip započinje novu vezu s Mandy Milkovich.
Cameron Monaghan kao Ian Gallagher
Treći po redu u obitelji, šesnaestogodišnji momak koji radi u obližnjoj trgovini i sudjeluje u vojnoj obuci američke vojske. Ian je gej, ali to zna svega nekoliko njemu bliskih ljudi (kao što su Fiona, Frank, Jimmy, Monica, Mickey, Mandy i Lip). Njegov prvi partner bio je Kash Karib, poslodavac kod kojega je radio u trgovini Karib's Cash & Carry, a nakon njega započeo je odnos s Mickeyjem Milkovichem. Frank nije Ianov biološki otac, nego Monikin i jednog od Frankove braće. U seriji uglavnom pratimo njegov ljubavni život i unutrašnje bitke koje vodi sam sa sobom i svojim dečkom, pokušavajući ostvariti pravu vezu, iako Mickey ne dopušta da mu se približi na taj način.
Emma Kenney kao Debbie Gallagher
Debbie je jedanaestogodišnja djevojčica, najmlađa Frankova kći koju je moguće okarakterizirati kao dobroćudno dijete koje, unatoč svojim godinama, pokušava na sve moguće načine olakšati svojoj sestri Fioni u održanju obitelji. Iako je svjesna da ih otac zanemaruje, ona ipak ne okreće glavu svome ocu nego i dalje pronalazi razumijevanje i ljubav. Spremna mu je oprostiti sve njegove prijestupe, jednako kao i svojoj majci. Unatoč godinama zrela je i zbog toga često ima problema sa sklapanjem prijateljstava s vršnjacima, zbog čega često biva žrtvom. U trećoj sezoni Debbie sazrijeva još više, zahtijevajući da ju se poštuje kao odraslu osobu.
Ethan Cutkosky kao Carl Gallagher
Drugi najmlađi član obitelji Gallagher, desetogodišnji dječak koji dijeli sobu s dvojicom starije braće, Lipom i Ianom, koji čine sve kako bi mu pružili svu pažnju koju treba. U prvoj sezoni Carl ima neznatnu ulogu, međutim već tada često upada u nevolje, najčešće u školi, napadajući druge učenike. U nekoliko navrata pokazao je psihopatsko ponašanje kao što je uništavanje svojih igračaka, ubijanje životinja i pokušaj trovanja rođaka. Trenira nogomet u timu kojemu je trener Steve.
Brennan Kane Johnson i Blake Alexander Johnson kao Liam Gallagher
Najmlađi od Gallagherovih, dvogodišnji afroamerikanac unatoč tomu što su mu oba roditelja bijelci. Testom za dokazivanje očinstva dokazano je da je Frank doista Liamov otac.
Shanola Hampton kao Veronica Fisher
Shanola je Fionina najbolja prijateljica koja živi u susjedstvu, odmah do Gallagherovih. Najbolji odnos ima s Fionom kojoj često pomaže, dajući joj savjete i pomažući joj oko njene braće i sestre. Veronica je radila kao medicinska sestra u domu za starije i nemoćne, ali zbog krađe medicinske opreme dobiva otkaz. Nakon otkaza u staračkom domu, počinje raditi kao webcam djevojka sa svojim suprugom Kevom, snimajući filmove erotskog karaktera postavljajući ih na internet.

## Sezone
| Sezona | Sezona | Broj epizoda | Izvorno emitiranje      | Izvorno emitiranje |
| Sezona | Sezona | Broj epizoda | Premijerno prikazivanje | Završnica sezone   |
| ------ | ------ | ------------ | ----------------------- | ------------------ |
|        | 1      | 12           | 9. siječnja 2011.       | 27. ožujka 2011.   |
|        | 2      | 12           | 8. siječnja 2012.       | 1. travnja 2012.   |
|        | 3      | 12           | 13. siječnja 2013.      | 7. travnja 2013.   |
|        | 4      | 12           | 12. siječnja 2014.      | 6. travnja 2014.   |

## Gledanost
Prvu epizodu Pilot u Sjedinjenim Američkim Državama gledalo je 982.000 gledatelja, što je najveći odaziv gledatelja za premijernu epizodu od američke televizijske serije Tko živ, tko mrtav (eng. Dead Like Me) iz 2003. godine.
Četvrtu epizodu prve sezone Besramnika naslovljenu Casey Casden, premijerno prikazanu na američkoj televiziji 30. siječnja 2011., imala je 1.450.000 gledatelja, što je najbolja gledanost jedne od epizoda dramske serije na Showtime-u u prvoj sezoni prikazivanja.
Za gledanost serije u Hrvatskoj ne postoje podaci o gledanosti. Na internetskoj stranici mojtv.hr, korisnici spomenute stranice seriji su dali ocjenu 9,2/10. Iako su sve tri sezone prikazane na hrvatskoj televiziji, serije su prikazivane u kasnonoćnom terminu, ali od 17. srpnja 2013. Doma TV reprizirat će sve tri sezone u novom terminu, od ponedjeljka do četvrtka s početkom u 22:15 sati.

## Priznanja i nagrade
Glumica Joan Cusack, koja u seriji tumači Sheilu Jackson, 2011. i 2012. godine bila je nominirana za Emmy – nagrada za program u udarnom terminu (eng. Primetime Emmy Award) u kategoriji najbolje gostujuće glumice u dramskoj seriji.
Glumac William H. Macy, koji u seriji tumači Franka, 2011. bio je nominiran za godišnju nagradu američke filmske kritike 'Critics' Choice TV Awards u kategoriji najbolji glumac dok je glumica Emmy Rossum bila nominiranja u kategoriji najbolja glumica u dramskoj seriji.
2012. godine televizijska serija Besramnici dobila je nominaciju za 23. po redu Medijske nagrade GLAAD u kategoriji za najbolju dramsku seriju. Nagradu svake godine dodjeljuje američka udruga GLAAD.

## Vanjske poveznice
- Službena internetska stranica (engl.)
- Besramnici na IMDB (engl.)
- Besramnici na Facebooku (engl.)